# Ollivant Point
Der Ollivant Point ist eine Landspitze im Westen der Saunders Island im Archipel der Südlichen Sandwichinseln. 
Das UK Antarctic Place-Names Committee benannte sie 1974 nach Martin Spencer Ollivant (1922–2001), Kapitän der HMS Protector bei der Vermessung von Saunders Island im Jahr 1964.